# Рене Фельбер
Рене Фельбер (фр. René Felber; 14 березня 1933, Біль, кантон Берн, Швейцарія — 18 жовтня 2020) — швейцарський соціал-демократичний політик, колишній президент.

## Життєпис
Родина Фельберів родом з кантону Люцерн. Його батько Йозеф Джост Фельбер, його матір — Марія Іда Дібольд. Рене Фельбер провів більшу частину дитинства та юності у місті Невшатель з двома побратимами. Там він закінчив середню школу, а потім закінчив семінар вчителів кантоналу. З 1955 року він працював початковим учителем, спочатку в Домбрессоні, згодом у Ле-Локле. Також у 1955 році він одружився з Лючетт Евелін Монньє з Домбрессона, з якою мав двох дочок та сина. Після приєднання до Соціал-демократичної партії Фельбер розпочав свою політичну кар'єру в 1960 році, обравшись до Генеральної ради, місцевого парламенту Ле-Локле. У 1964 р. його обрали до міської ради і одночасно міського голови. Як результат, він спочатку відповідав за комунальне підприємство, потім до відставки у 1980 році за фінансове управління.

## Кантональний і федеральний політик
З 1965 по 1976 рр. Фельбер належав до кантонального парламенту кантону Невшатель. У 1967 році його обрали до Національної ради. У 1980/81 рр. Очолив групу соціалістів Федеральних зборів. У 1981 році він пішов у відставку з Національної ради після обрання до Державної ради Невшателя. Потім він очолив відділ фінансів та культури в уряді кантону. Він уже обговорювався як можливий федеральний радник у 1977 році, але парламентська група також призначила П'єра Ауберта, члена Ради штатів від Новшателя, офіційним кандидатом. Тим не менш, Фельбер отримав дванадцять голосів на той час.
У 1987 році Фельбер отримав другий шанс після того, як наприкінці 1987 року Оберт оголосив про вихід на пенсію. Фелікіен Морель спочатку був фаворитом, щоб перемогти його у Федеральній раді, але внутрішні сварки в СП кантону Фрібур зменшили його шанси. У той час як керівник партії СП призначив радника штату Женеви Крістіана Гробета, який належав до лівого крила, офіційним кандидатом, фракція віддавала перевагу Фельберу, який вважався поміркованим і прагматичним, хоча він не був у Національній раді шість років. На федеральних виборах 9 грудня 1987 року Фельбер був обраний у першому голосуванні з 152 із 228 дійсних голосів; Гробет отримав 36 голосів, Морель — 27 голосів. З обранням Фельбера чотири католики були представлені у Федеральній раді вперше.

## У Федеральній раді
Фельбер перейшов до управління управлінням закордонними справами 1 січня 1988 року. У перший рік, як міністр закордонних справ, він в основному займався реорганізацією свого відомства. Він створив генеральний секретаріат, який вже вирішив його попередник Ауберт; в Політичному управлінні також був новий відділ, який займався питаннями миру, роззброєння та безпеки. З 1989 року, з огляду на епохальні потрясіння в Центральній та Східній Європі (падіння Залізної завіси, крах Радянського Союзу), він переосмислив зовнішню політику Швейцарії. Фельбер не бачив нейтралітет Швейцарії як пасивну сторону. Швидше, країна повинна відігравати більш активну та гнучку роль, ніж у роки холодної війни. У 1989 році він взяв участь у саміті про франкофонію та через рік у конференції на вищому рівні ОБСЄ. Під його керівництвом у 1992 році відбулася Женевська конференція з роззброєння, на якій була прийнята Конвенція про хімічну зброю. З листопада 1991 р. по травень 1992 р. він був головою Комітету міністрів Ради Європи.
У результаті відкриття курсу Фельбера Швейцарія вперше долучилася до економічних санкцій ООН в 1990/91 рр. Під час Другої війни в Перській затоці, а через два роки також прийняла невійськові санкції Ради Безпеки ООН проти Федеральної Республіки Югославії та Лівії. Ще до того, як ООН прийняла відповідні рішення, вона видала ембарго на озброєння проти Ліберії та Сомалі в 1992 році. Швейцарія також активно брала участь у мирних місіях ООН в Лівані та на Кіпрі. Для підтримки синіх шоломів вона направляла медичні підрозділи до Намібії та Західної Сахари. Фельбер прагнув створити міцну правову базу для швейцарських операцій із синім шоломом. Однак «Федеральний закон про швейцарські війська для миротворчих операцій», який він запропонував, провалився на референдумі 12 червня 1994 року.
Європейська інтеграція, очевидно, була в центрі зовнішньої політики Фельбера, особливо коли він обіймав посаду федерального президента в 1992 році. Хоча перший звіт про інтеграцію у серпні 1988 року явно перешкоджав вступу Швейцарії до Європейського співтовариства (ЄК), другий звіт у листопаді 1990 р. рекомендував розпочати переговори щодо Європейського економічного простору (ЄЕП). Вони були укладені в листопаді 1991 року і відповідна угода була підписана в Порто 2 травня 1992 року. Третій звіт про інтеграцію, опублікований через два тижні 18 квітня, вже згадував про початок переговорів про вступ до ЄС. Того ж дня Фельбер переконав більшість радників федерації подати офіційну заяву про членство. У розпал боротьби за голосування за договір про ЄЕП це сприяло подальшій емоційності контр-кампанії, яку очолив Крістоф Блохер. На референдумі 6 грудня 1992 р. вузька більшість у 50,3 % проголосувала проти Договору про ЄЕП. З цим Фелбер провалився з найважливішою зовнішньополітичною метою свого перебування на посаді.

## Відставка та інша діяльність
З грудня 1991 року Фельбер страждав від проблем зі здоров'ям і проходив лікування в Інсельспіталі в Берні, оскільки у нього був рак сечового міхура. Наприкінці травня 1992 року йому довелося перенести операцію, а потім взяли три місяці лікарняних листків. Після поразки ЄЕП з'явилися спекуляції, що його відставка неминуча. Однак Фельбер обрав час і, нарешті, на першому засіданні Федеральної ради у 1993 році оголосив, що піде у відставку 31 березня. Рут Дрейфус була обрана його наступницею.
Фельбер переїхав до Сент-Обен-Сож і став одним із засновників асоціації археологічного музею Laténium в Hauterive. На прохання Федеральної ради та урядів кантонів Берн і Юра він очолював новостворену Міжурасійську асамблею з 1994 по 1997 рік. Він також залишався присутнім на міжнародному рівні і в 1990-х рр. Приймав різні доручення ООН, в тому числі на Палестинських територіях. Він також був членом почесної ради заснованої в 1993 році природоохоронної організації «Зелений хрест». З 1998 по 2000 рік він був членом правління Міжнародного центру гуманітарного розмінування в Женеві. Він не брав участі у внутрішніх дебатах. Жив у Сьєррі з 2008 року.